# Dioscorea grandis
Dioscorea grandis är en enhjärtbladig växtart som beskrevs av Reinhard Gustav Paul Knuth. Dioscorea grandis ingår i släktet Dioscorea och familjen Dioscoreaceae. Inga underarter finns listade i Catalogue of Life.